# Partido Social-Revolucionario
El Partido Social-Revolucionario (PSR; en ruso: Партия социалистов-революционеров), cuyos miembros eran denominados socialrevolucionarios, SRs, eserres o eseristas, fue un partido político ruso activo a principios del siglo XX. Se presentaba como el representante del campesinado ruso, aunque el partido siempre estuvo bajo el control de los intelectuales. Fue el partido con mayor apoyo durante el periodo revolucionario de 1917 y la asamblea constituyente, fue el principal rival del Partido Bolchevique.
El partido se fundó en 1902 bajo el liderazgo de Víctor Chernov, como unión de varios grupúsculos de los naródnik (populistas) que habían surgido en Rusia y entre los emigrantes políticos la década anterior. Su programa estaba basado en una mezcla de ideología socialdemócrata, particularmente de su variante revisionista, y populismo ruso y recabó muchos apoyos entre el campesinado que particularmente abrazó su propuesta de «socialización de la tierra», opuesta al programa bolchevique de «nacionalización de la tierra». Su base militante podría considerarse como de extrema izquierda por sus propuestas radicales, aunque más moderada que la bolchevique en relación con el aspecto del control político. 
La formación política fue alejándose gradualmente de su original tendencia populista. Al producirse el despegue económico ruso en los años 90 del siglo XIX, intentaron generalizar sus reivindicaciones sociales desde sus orígenes rurales para atraer a una incipiente clase obrera urbana en rápido crecimiento. La intención era de ampliar el concepto de «pueblo» para abarcar de este modo a todos los elementos de la sociedad que tenían razones para desear la destrucción del sistema zarista.
El partido creció enormemente durante la Revolución rusa de 1905, pero quedó reducido a unos pocos cuadros poco después con el triunfo de la contrarrevolución gubernamental. La guerra mundial acentuó las divisiones internas en la formación entre partidarios de la participación rusa en la guerra y opositores.
La Revolución de Febrero, en 1917, que depuso la monarquía en Rusia, elevó a los SRs a un papel político relevante, con uno de sus miembros, Aleksandr Fiódorovich Kérenski como parte del Gobierno liberal y más tarde presidente del Gobierno provisional ruso. La falta de una dirección capaz, las divisiones internas, la sumisión a la postura favorable a la coalición con los representantes de la burguesía en el Gobierno y la falta de reformas gubernamentales llevaron, sin embargo, al desprestigio creciente del partido en el otoño. Fracturado definitivamente durante la Revolución de Octubre, a la que se opuso, el partido fue incapaz de plantear una alternativa viable al nuevo Gobierno bolchevique, o Consejo de Comisarios del Pueblo (Sovnarkom), y su triunfo en las elecciones a la Asamblea constituyente resultaron una victoria efímera ante su inmediata disolución por los bolcheviques.
Durante la guerra civil rusa, el partido fue decayendo ante la falta de apoyo militar de sus seguidores y cediendo el protagonismo de la oposición al Sovnarkom a fuerzas más conservadoras. Su Gobierno del Komuch fue derrotado militarmente, su coalición con las fuerzas conservadoras en el Directorio de Omsk eliminada por estas y sus intentos de crear una fuerza intermedia entre conservadores contrarrevolucionarios y bolcheviques resultó un fracaso. A pesar de un corto periodo de tolerancia de las autoridades bolcheviques, el partido desapareció como organización de masas hacia el final de la guerra civil rusa y solo perduró en el exilio.

## Fundación y primeros años

### Formación y primer congreso

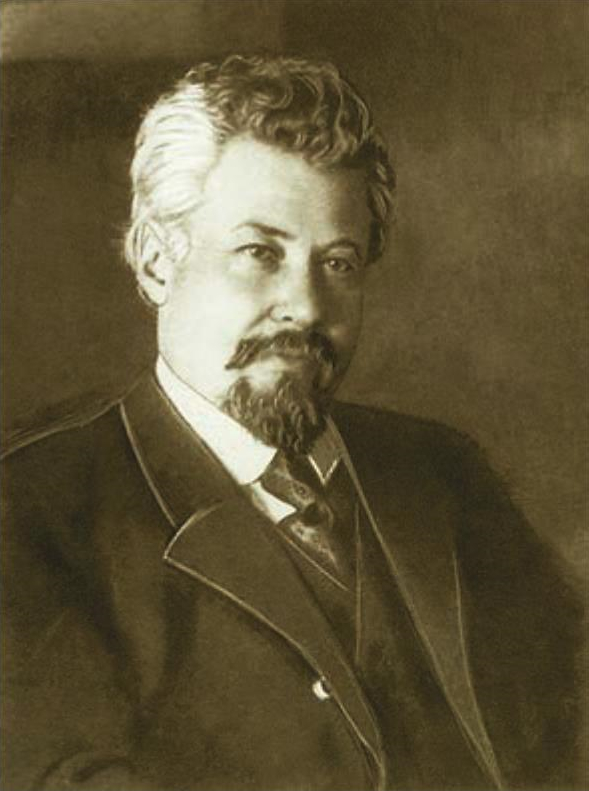
Víctor Chernov, fundador e ideólogo del partido, representante principal de su corriente de centroizquierda, mejor teórico que ministro, dejó la gestión del partido en manos de la corriente de centroderecha, con la que solo rompió tras el golpe de Kornílov. Presidente de la Asamblea Constituyente Rusa, siguió siendo la fachada de la corriente conservadora del partido por su pasividad y prestigio entre el campesinado.

El primer grupo socialrevolucionario se fundó en Járkov en el verano de 1900, pero no fue hasta noviembre de 1901 cuando logró unirse a otros grupos de ideología similar, formar un comité central del partido y comenzar a publicar un diario propio (Rusia Revolucionaria, en ruso: Pеволюционная Pоссия), editado en Suiza por Víctor Chernov. Anteriormente habían existido dos agrupaciones, la Unión de Socialistas Revolucionarios y el Partido de Socialistas Revolucionarios, ambas surgidas a finales de la década de 1890 y con escasos miembros, y que finalmente se fundieron en el nuevo partido político. La unión se formalizó en Berlín con delegados de ambas formaciones. El nuevo partido logró pronto agrupar a los populistas en el exilio. El partido definitivo, que unió a las organizaciones en Rusia con los exiliados, se formó finalmente en 1902.
A diferencia de los otros principales partidos rusos, como el Partido Obrero Socialdemócrata de Rusia y el Partido Constitucional Democrático (KD o kadetes), el centro del partido SR nunca estuvo en las principales ciudades, sino en las ciudades de provincias de las zonas más intensamente agrarias del Imperio ruso, alrededor del Volga y la región de tierras negras. Su centro principal fue Sarátov.
A pesar de su interés por el campesinado, el partido comenzó su agitación entre el proletariado urbano y solo comenzó sus actividades entre aquel en 1902, tras las revueltas campesinas en Ucrania y en la región del Volga. Ese mismo año, el partido se afilió a la Internacional Socialista, en la que participó hasta 1917.
El primer congreso del partido no se celebró hasta comienzos de 1906 (29 de diciembre de 1905jul./ 11 de enero de 1906greg.-4 de enerojul./ 17 de enero de 1906greg.). El programa del partido se aprobó en el mismo, a comienzos de 1906 en la localidad finlandesa de Imatra, entonces parte del Imperio ruso; no fue apenas modificado posteriormente. Su autor fue el propio Chernov, prácticamente en solitario.

### Programa
El programa era bastante vago y falto de detalle, deficiencia que no se superó ni durante el periodo revolucionario de 1917. Más que un plan de acción era una colección de principios generales defendidos por el partido. En él se propugnaba el establecimiento de una fase revolucionaria intermedia, más allá de la revolución burguesa, pero sin llegar al socialismo, tras la caída de la autocracia. En el campo no se abogaba por la nacionalización de la tierra, sino por la formación de un fondo de tierras expropiadas (sin compensación) a los terratenientes que debía repartirse en usufructo, pero no en propiedad, entre el campesinado y sus comunas, la llamada «socialización» de la tierra. La colectivización se habría de lograr paulatina y voluntariamente, no por la fuerza. El intenso espíritu democrático de la formación excluía la coacción como método para lograr su ideal colectivista.
El partido se oponía, por otra parte, a la inmediata nacionalización de los medios de producción en la industria, que debía realizarse en una fase posterior de la revolución. El programa se limitaba a exigir ciertas mejoras económicas para los obreros (seguro universal, obligatorio y gratuito, limitación del horario laboral, participación en la gestión de las fábricas...).
Otros puntos del programa socialrevolucionario eran el establecimiento de una república y la descentralización de la administración, postura que les distinguía de otros grupos socialistas. El PSR defendía además la conversión del Imperio ruso en una federación para tratar de resolver el problema de los abundantes nacionalismos del Estado. El partido reconocía el derecho de autodeterminación incluso hasta llegar a la independencia de los distintos pueblos del Imperio.
La vaguedad del programa no fue remediada ni en el II Congreso, celebrado en febrero de 1907 en Tammerfors, ni en los siguientes III y IV Congresos, que tuvieron lugar en 1917 durante el periodo revolucionario.

### Fracciones y escisiones
También constituía una fracción del partido la «Organización de Combate SR» (OCSR), un grupo terrorista dirigido por Grigori Gershuni que actuaba independientemente del partido para no desacreditarlo. La OCSR fue imprescindible para la obra del partido, siendo responsable del asesinato del ministro del Interior, D. S. Sipyaguin (1902), del atentado contra Iván Obolensky, al tiempo Gobernador de Járkov, y más tarde de N. M. Bodganóvich, el gobernador de Ufá. Gershuni fue traicionado por su lugarteniente Yevno Azef, que resultó ser un agente de la Ojrana, arrestado y juzgado por terrorismo (1903). Azef se convirtió en el nuevo líder de la OCSR (1903), mientras continuaba como agente doble de total confianza de la Ojrana. Azef dirigió el asesinato de su propio jefe, el ministro del Interior Plehve, en 1904. En febrero de 1905, los socialrevolucionarios asesinaron al gobernador general de Moscú, el gran duque Sergio Aleksándrovich.
En paralelo a las acciones de los terroristas, el partido se dedicó a implantar sus comités por el país y comenzar la propaganda entre el campesinado y cooperó en ocasiones con los partidos marxistas.
La oposición de la mayoría a aceptar la socialización de la industria mientras que sí se defendía la de la tierra hizo que la minoría que rechazaba este reformismo industrial frente a la revolución en el campo se escindiese para formar su propio partido: la Unión de Socialrevolucionarios Maximalistas, una agrupación ultrarrevolucionaria cercana al anarquismo.
Otro punto de fricción con una parte del partido que optó por la escisión para formar el Partido Socialista Popular (NS o enesy) fue el republicanismo intenso del PSR, opuesto a cualquier forma de Estado monárquica, a diferencia de los socialistas populares, que no rechazaban de plano la monarquía.
El año de 1906 concluyó con dos escisiones en los extremos del partido, la de los socialistas populares en el derecho y la de los maximalistas en el izquierdo. Estas divisiones se debían, sin embargo, no a la guerra con Japón, que fue rechazada con vehemencia, sino a diferencias ideológicas. Más tarde la siguiente división, la del Partido Socialrevolucionario de Izquierda a finales de 1917, sí que se debió a la postura frente a una guerra, la Primera Guerra Mundial, que produjo grandes diferencias en el seno del partido. Ninguna de las dos escisiones de 1906 privó al PSR de apoyo significativo.

## Características, ideología y fracciones

### Socialdemócratas y populistas
Fue una las cuatro principales formaciones socialistas rusas antes de la Revolución de Febrero de 1917, la principal de las dos populistas (la otra era el Partido Socialista Popular (NS), mucho más moderado), siendo las otras dos escisiones del Partido Obrero Socialdemócrata de Rusia (SD), los mencheviques y los bolcheviques. En comparación con las formaciones socialdemócratas, los populistas nunca alcanzaron tan alto grado de coherencia ideológica; sus miembros estaban unidos más por un vago ideal colectivista, que debía utilizar la falta de evolución capitalista en Rusia para implantar la sociedad socialista futura evitando la fase de industrialización e individualismo de la Europa occidental, que por un programa claramente definido.
A diferencia de las corrientes marxistas socialdemócratas, basadas en el proletariado urbano, el populismo era un fenómeno intrínsecamente ruso y basado en la preocupación por el campesinado, aunque el partido no dejó de interesarse por los obreros de las ciudades. Cuatro aspectos distinguían a los populistas de los seguidores de las formaciones marxistas:
- La interpretación de la historia no como una evolución fijada por leyes inmutables, sino como la interacción entre fuerzas objetivas y fuerzas subjetivas, dando gran importancia al individuo y sus acciones.[53] Los populistas reducían la importancia de las fuerzas económicas en la evolución histórica y hacían hincapié en la gran influencia del individuo en esta, a diferencia de los marxistas.[55]

- Mientras que los marxistas concentraban su interés en el proletariado urbano, los populistas lo hacían en el campesinado[52] (la mayoría de la población del Imperio).[56] Además, el concepto de clase trabajadora de los populistas era más amplio que el de los marxistas[54] y abarcaba tanto al proletariado como al campesinado que trabajaba por sí mismo la tierra o a los intelectuales a sueldo (todo aquel que no vivía del trabajo ajeno).[56][48][3] El campesinado, no propietario en su mayoría, sino parte de un sistema de trabajo comunal tradicional en Rusia, y su oposición a los terratenientes, debía servir como base a la revolución.[56][52] El papel de los intelectuales era el de generadores de conciencia revolucionaria entre los campesinos, canalizando su fuerza y su actitud hacia la revolución agraria.[57] En el proyecto populista, el obrero de las ciudades tenía una importancia secundaria.[57]

- El proceso revolucionario era considerado diferente al de Europa occidental.[58] El predominio de un sistema comunal de explotación agraria (la obshchina) en gran parte de Rusia y el sistema político autoritario de la autocracia zarista hacían que los populistas disintiesen de los marxistas sobre cómo llegaría la revolución al país.[58] Los marxistas sostenían que Rusia seguiría los pasos del resto de Europa, atravesando una fase capitalista antes del socialismo.[58] Los populistas pensaban que la comuna debía servir de base para evitar la fase de propiedad individual de la tierra, y se oponían con fuerza a la implantación del capitalismo y la lucha de clases[3] en el campo.[59][60] El sistema político, autoritario, que había introducido desde el Estado el capitalismo, hacía también que la burguesía, dependiente del sostenimiento del Estado para mantener su bienestar, no fuese la teórica clase opuesta a la autocracia, sino que estuviese privada de cualquier interés en atacar el sistema, haciendo desaparecer el antagonismo entre autocracia y capitalismo presente en Europa occidental.[61] La falta de un liberalismo fuerte y de libertades políticas hacía imposible contar con la burguesía como fuerza revolucionaria e impedía la formación de un movimiento socialista legal como en Europa occidental.[61]

- La diferencia de métodos revolucionarios,[61] especialmente el respaldo de los populistas al terrorismo individual contra figuras de la autocracia rusa,[1] ausente entre los marxistas.[62] La creencia en la influencia de los actos individuales de los populistas cimentaba el uso del terrorismo como medio para cambiar la situación, mientras que los socialdemócratas lo consideraban perjudicial para la actividad revolucionaria.[62] Para estos solo un terror masivo y no ataques individuales podía tener un efecto positivo.[62]

Mientras que la socialdemocracia era un movimiento de intelectuales que defendían la causa del proletariado urbano, el populismo lo era de otros que lo hacían de la del campesinado. A pesar de las proclamas de unos y otros, ninguno de los dos movimientos estuvo controlado por la clase social que decía defender, sino por la intelectualidad. Este predominio de los intelectuales fue una debilidad de los populistas que en 1917-1918 acabó por arruinar el movimiento, por el alejamiento de la postura de aquellos de la de sus bases.

### Rasgos del partido

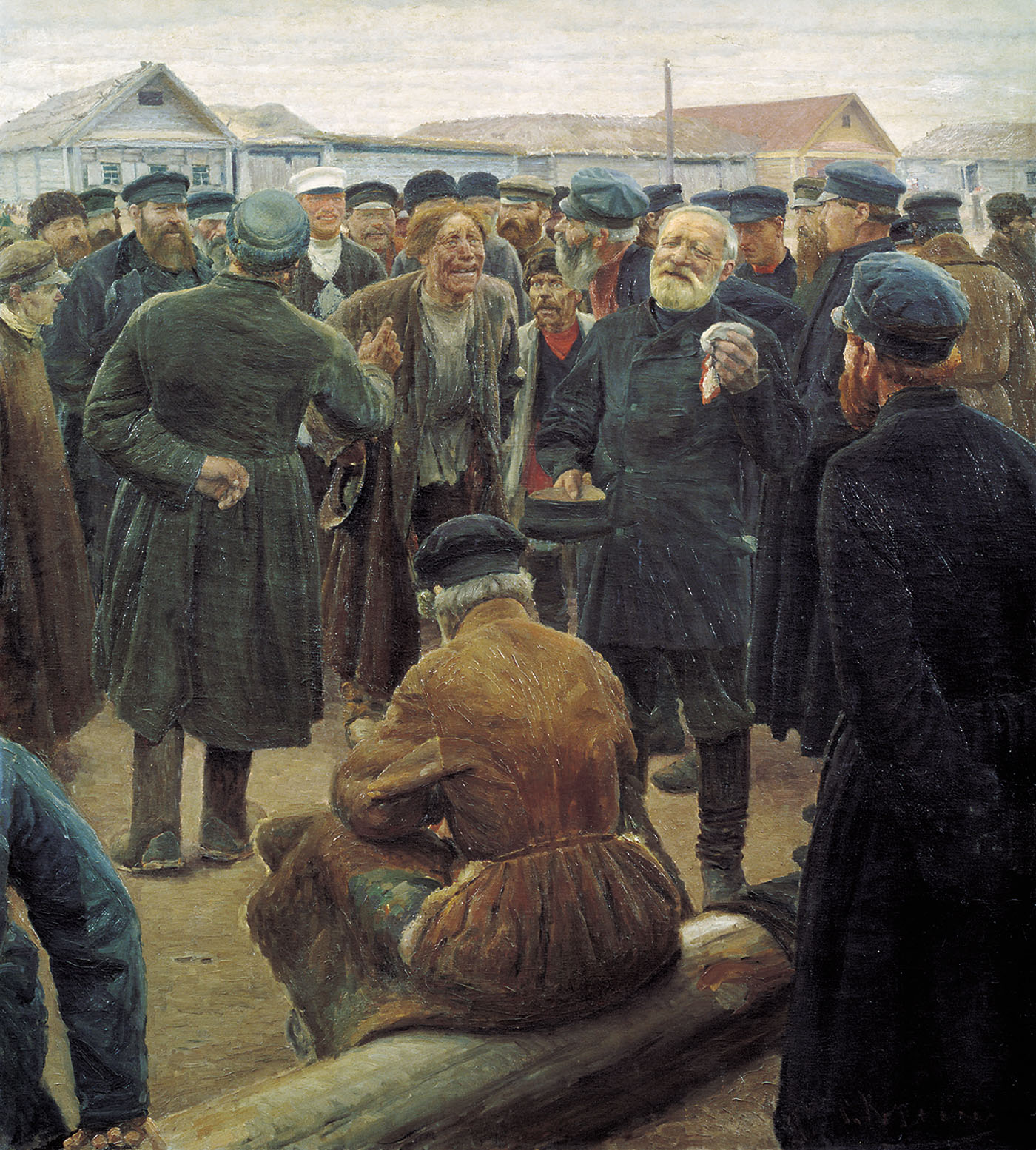
Campesinos rusos. El PSR fue, hasta finales de 1917 cuando surgió el PSRI, el partido campesino por antonomasia, del que recibió amplísimo apoyo tras la Revolución de Febrero. El PSR no logró, sin embargo, poner en práctica su programa de reforma agraria por la oposición de sus socios de Gobierno.

El hincapié en el individualismo hizo que el PSR fuese un partido que concedió gran libertad de opinión a sus miembros, pero que, a la vez, supuso a menudo su conversión en un grupo de voces discordantes y falto de disciplina interna. La disensión interna hizo que durante el periodo revolucionario el partido, para mantener la unidad entre fracciones a veces irreconciliables, mantuviese una gran pasividad política y una postura a menudo dubitativa. La falta de disciplina interna y de una organización clara hizo que la lucha por el poder con los bolcheviques, mucho menores en número, pero extraordinariamente mejor organizados y con un objetivo claro, concluyese con la victoria de estos. La calidad de la dirección tampoco fue nunca destacable.
Su insistencia en la importancia del individuo hizo también que el partido enfatizase el mantenimiento de los nuevos derechos civiles y políticos logrados tras la Revolución de Febrero y dejase de lado como secundarias las reformas sociales.
La defensa de una evolución rusa hacia el socialismo ocultaba también, especialmente entre parte de la dirección en manos de los intelectuales, un nacionalismo latente que surgió con fuerza durante la Primera Guerra Mundial y el posterior periodo revolucionario. El partido sufrió una deriva del internacionalismo original a un nacionalismo creciente que produjo grandes tensiones internas en la agrupación.
Otra característica fundamental del partido fue que solo nominalmente era un partido campesino: los miembros del mismo hasta el periodo revolucionario eran intelectuales y mantuvieron durante toda su existencia el control sobre la formación.

## La revolución de 1905
En su punto de apogeo, el partido durante la Revolución de 1905 contaba con alrededor de cincuenta mil afiliados y unos trescientos mil simpatizantes, y su tamaño, cohesión y disciplina era menor que la de sus rivales socialdemócratas, a pesar de estar divididos ya entre mencheviques y bolcheviques. Los simpatizantes del partido eran, además, de escasa confianza y en general la organización de la formación, insatisfactoria. El control del partido sobre sus agrupaciones era deficiente. El comité central no controlaba bien los comités locales y la afiliación al partido no estaba suficientemente regulada. La debilidad organizativa del partido continuó hasta su desaparición y fue una de las razones de su derrota en la lucha por el poder en 1917.

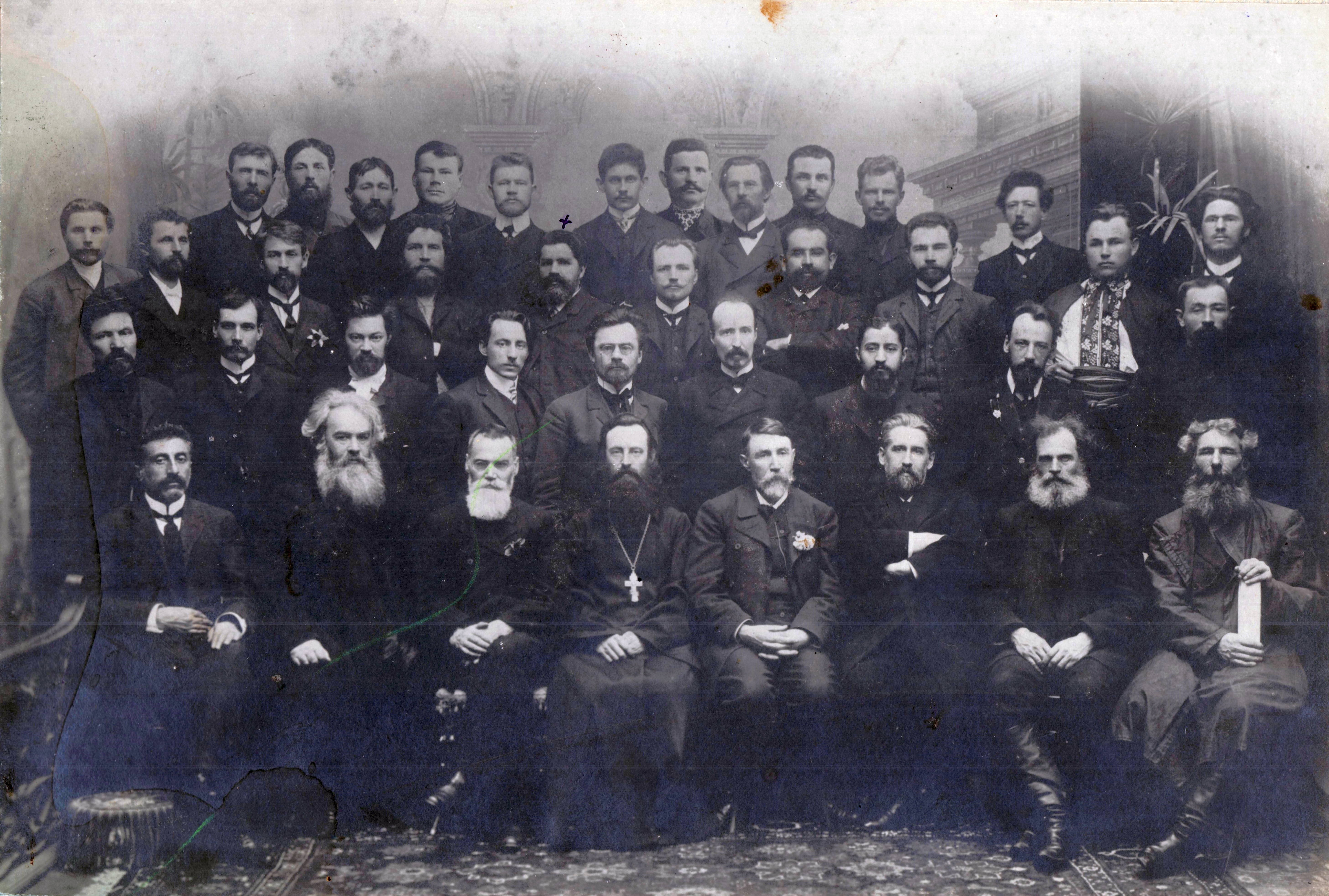
Diputados del PSR de la Segunda Duma. 1907

Durante la revolución el partido suspendió sus ataques terroristas y algunos miembros del comité central regresaron al país. El partido no participó en las elecciones a la Primera Duma, pero sí en las elecciones de la Segunda, logrando 37 escaños. El cambio de actitud hacia la Duma se produjo durante el II Congreso del partido.
El rápido auge del espíritu revolucionario entre la población de 1905 a 1907 y la siguiente súbita apatía se reflejó en el tamaño del partido y sus afiliaciones, que siguieron esta tendencia. El PSR logró un rápido despliegue por el campo durante la revolución, pronto destruido en apariencia por la represión del zarismo, aunque sentó los cimientos de su veloz recuperación tras la Revolución de 1917.
Durante los primeros años del partido y la primera revolución de 1905 la actividad terrorista marcó los altibajos de la formación y logró gracias a ella gran prestigio. Su eficacia era enorme: de 200 objetivos fijados por la organización, en especial por su «Organización de Combate», solo 16 salieron ilesos de los atentados, muriendo 139 y siendo heridos 85. La lista de víctimas incluía numerosos cargos destacados del régimen y de la administración zaristas. No obstante, su objetivo de derribar el régimen no fue alcanzado.
Incapaz de socorrer el alzamiento de diciembre de 1905 en Moscú y de dirigir un levantamiento campesino que auxiliase a los rebeldes, el partido hubo de limitarse a contemplar como aquel era sofocado por el Gobierno. La posterior disolución de la Primera Duma llevó a vanos intentos de llevar a cabo un alzamiento. Tras la disolución de la Segunda Duma por Stolypin en junio de 1907, el partido volvió a mostrar su impotencia para movilizar a sus seguidores. Su incapacidad para acaudillar un movimiento de masas hizo que se acentuase su uso del terrorismo contra el Gobierno. Volvió a boicotear la Tercera y Cuarta Dumas como había hecho con la Primera.

## Contrarrevolución y vísperas de la guerra mundial
El descubrimiento de que el dirigente de su organización terrorista, Azef, había sido un agente del Gobierno y el aplastamiento de la revolución causó una profunda crisis del partido a finales de 1907, que perduró hasta la Primera Guerra Mundial. La posibilidad de que hubiese otros infiltrados, la incapacidad de la dirección para haber descubierto antes a Azef y rumores infundados sobre su connivencia con la policía hicieron estragos entre los militantes y desacreditaron permanentemente al terrorismo como método de combate contra el zarismo. No había alcanzado además su objetivo: lograr un alzamiento popular contra el Gobierno.
Los intentos de recuperación en 1909, con la elección de un nuevo comité central, acabaron con el arresto y deportación a Siberia del nuevo comité. El partido se encontraba en una grave crisis. Entre 1907 y 1917 la formación quedó reducida prácticamente a sus cuadros de intelectuales, divididos además en facciones. A pesar de su nombre, más que un partido, la agrupación era una sociedad secreta formada principalmente por intelectuales entregados a la causa populista. El PSR no participó en las elecciones a la tercera y cuarta Dumas, aunque algunos de sus simpatizantes lograron escaños como trudovikí.
La Primera Guerra Mundial dividió profundamente en dos el partido, división que se mantuvo durante el periodo revolucionario. Mientras los intelectuales que no habían emigrado de la represión zarista mantenían mayoritariamente una postura defensista, los simpatizantes obreros tendían al internacionalismo y, cada vez más, hacia el derrotismo defendido por los bolcheviques. Los dirigentes en el exilio y los presos sostuvieron un internacionalismo moderado.

## Las revoluciones de 1917

### La Revolución de Febrero y el Gobierno Provisional

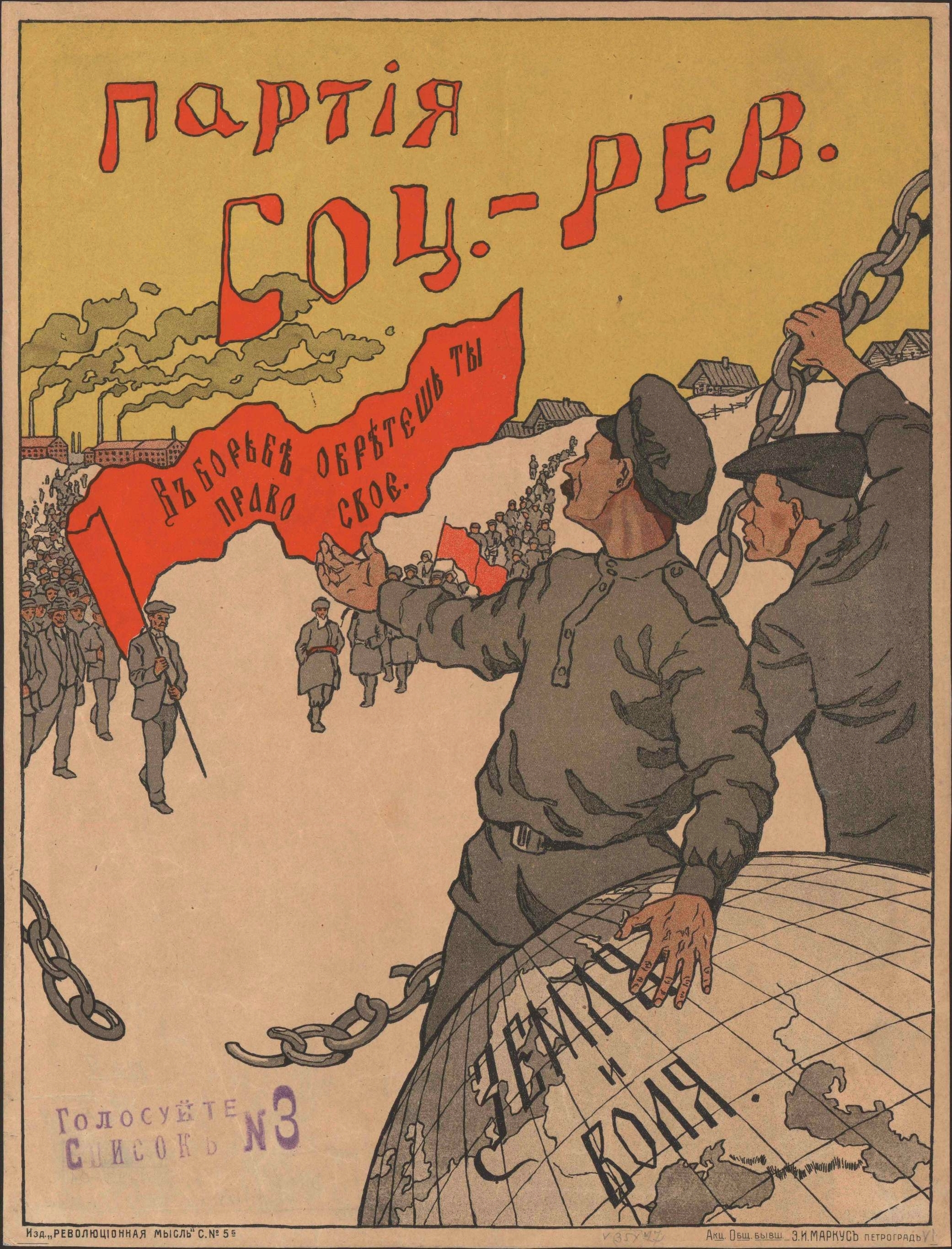
Propaganda del Partido Social-Revolucionario. La formación recibió amplio apoyo popular tanto en el campo como en las ciudades, siendo el principal partido de las elecciones locales del verano de 1917. Su incapacidad para aprobar las reformas de su programa, su respaldo a la continuación de la guerra y su participación en un Gobierno cada vez más desprestigiado menguaron su apoyo en el otoño.

El PSR volvió a convertirse en un partido de masas tras el derrocamiento del zar en la Revolución de Febrero de 1917. Como al resto de partidos rusos, la Revolución le pilló de sorpresa. Formado al comienzo por algunos cuadros, sin casi organización en el país tras el largo periodo de clandestinidad, la posibilidad de hacerse inmediatamente con el poder era irreal. Pronto se convirtió, sin embargo, en el partido que representaba a la mayoría de la población del país.
La formación comenzó el periodo revolucionario extremadamente dividida, siendo más una unión de corrientes opuestas reunidas bajo un mismo nombre que un partido unido. Al contrario que los socialdemócratas, divididos desde hacía tiempo en mencheviques y bolcheviques, los socialrevolucionarios mantuvieron hasta finales de 1917 la unidad del partido, pero a cambio de la parálisis de este para tratar de conciliar las posturas divergentes de sus corrientes internas. El principal asunto que dividía a los socialrevolucionarios era su actitud ante la guerra mundial. Otra de las principales fuentes de disensión era el carácter de la revolución: mientras una parte sustancial de los veteranos habían quedado satisfechos con los cambios políticos de la Revolución de Febrero, otros miembros del partido deseaban un profundo cambio social. La dirección del partido, débil y dubitativa, tampoco supo guiar con firmeza a la formación durante el periodo.
El partido incrementó su prestigio durante la Crisis de abril que apartó del Gobierno al kadete Pável Miliukov por su actitud imperialista, denunciada con vehemencia por el Sóviet de Petrogrado como incompatible con la revolución y, especialmente, por el PSR, que logró su destitución y el control de dos importantes puestos ministeriales en el gabinete reorganizado tras la crisis: Defensa, que quedó en manos de Aleksandr Kérenski, por entonces su miembro más popular, y Agricultura, para Víctor Chernov. A pesar del aparente aumento de poder del partido, este era únicamente una ilusión, ya que se encontraba aún internamente dividido entre defensistas e internacionalistas, y Kérenski y Chernov no colaboraron en el seno del Gobierno. Aunque el partido apoyó desde el principio la acción del Gobierno provisional hasta la convocatoria de la futura Asamblea constituyente con la condición de que mantuviese las reformas políticas que permitían la actividad política libre, al comienzo no se planteó su ingreso en el Consejo de Ministros, a pesar de la participación personal del Kérenski en él.
La entrada del PSR y otros socialistas en el primer Gobierno de coalición fue aprobado por abrumadora mayoría, tanto de la dirección como de las organizaciones locales, que consideraban que con Chernov al frente del ministerio se comenzaría de inmediato a aplicar el programa de reforma agraria del partido, a pesar de las críticas del ala izquierda de la formación, opuesta a la coalición con los burgueses.
El partido quedó controlado por la corriente de centro-derecha, minoritaria entre los afiliados, pero muy poderosa en la dirección, especialmente por contar con destacados miembros en puestos de gran importancia: Nikolái Avkséntiev, el paladín de los defensistas en el PSR y miembro destacado del Sóviet de Campesinos, Ilyá Fondaminski y Abram Gots en el comité central, Vadim Rúdnev, alcalde de Moscú, o Mark Vishniak, el principal experto del partido en derecho y política. Esta corriente, que respaldó con fuerza a Kérenski, contaba con el apoyo de gran parte de la intelectualidad del partido y con el de las embajadas Aliadas.
El 25 de mayojul./ 7 de junio de 1917greg., comenzó el III Congreso del partido en Moscú, que duró diez días. Su principal tarea fue decidir la actitud del partido sobre la guerra. Finalmente el centro y la derecha apoyaron la moción de Abram Gots que en la práctica se traducía en la continuación de la participación rusa en la guerra, a pesar de la oposición de la corriente de izquierda. El comité central elegido por el congreso, aparentemente equilibrado entre derecha e izquierda, en realidad quedó controlado por el centroderecha. La principal figura del comité era Gots, del centroderecha. Chernov, la figura más prestigiosa, quedó bajo la influencia de aquel. En continuo compromiso entre las diversas corrientes, el partido no logró aprobar una línea política clara. Kérenski, que acababa de aprobar un decreto para tratar de controlar la avalancha de deserciones del Ejército restaurando la pena de muerte, no fue elegido. El centro logró mantener la unidad del partido a pesar de las tensiones, pero a cambio de perpetuar la parálisis política, precio de la concordia interna. Además, los roces durante las sesiones entre Kérenski y Chernov hicieron imposible su futura cooperación en el Gobierno para avanzar el programa socialrevolucionario.
Durante el verano, sin embargo, el PSR siguió cosechando amplio respaldo. En las elecciones municipales, alcanzó mayorías en numerosas ciudades, adelantando ampliamente al resto de formaciones. A pesar del gran apoyo popular, su posición en el Gobierno era débil, siendo minoritario en una coalición muy moderada y opuesta a su programa agrario. Con Kérenski desoyendo las directrices del partido y Chernov como único representante más progresista entre conservadores y socialistas moderados, el PSR no logró aprobar su programa ni llevar a cabo sus reformas, a la vez que parecía aprobar impopulares medidas gubernamentales. La aplicación de la reforma agraria se pospuso hasta la reunión de la Asamblea constituyente.

### El golpe de Kornílov y la ruptura del centro

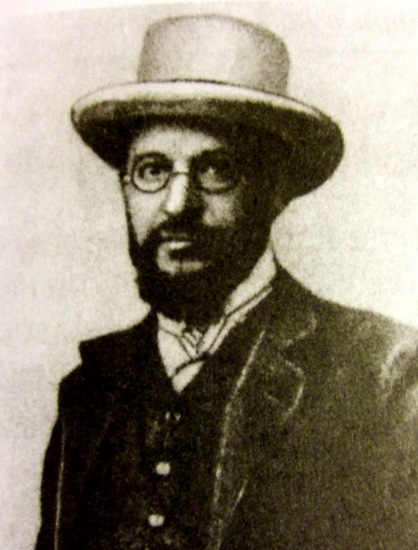
Abraham Gotz, la figura más destacada del centroderecha del partido. Ante la debilidad de carácter de Víctor Chernov se convirtió en el principal dirigente de la organización. Tras el golpe de Kornílov abandonó su antiguo acuerdo con Chernov que había mantenido unido el centro de la formación, aliándose con el ala derecha para mantener el respaldo a Kérenski y a los Gobiernos de coalición con el Partido Democrático Constitucional (KD, kadete).

El golpe de Kornílov supuso una grave crisis interna del partido, ya que Chernov, que sospechaba que Kérenski había estado confabulado con el general a pesar de haberlo denunciado en el último momento, se opuso a seguir respaldando su Gobierno de coalición con los kadetes, que parecían haber respaldado el golpe de Estado. Gotz, por su parte, se alió con el ala derecha del partido y rompió su anterior entendimiento con el centroizquierda de Chernov; comenzó un periodo de claro control por la derecha del partido de la dirección. Gotz, como el resto de la derecha de la formación, deseaba seguir confiando en el primer ministro y en la fórmula de los Gobiernos de coalición.
Durante la Conferencia Democrática de finales de septiembre, la dirección del partido logró, ante la parálisis de la asamblea y con el apoyo de los dirigentes mencheviques, dar carta blanca a Kérenski para escoger a los ministros de su último Gobierno y mantener la coalición con los representantes burgueses, a pesar del creciente descontento de una parte de la formación. Su apoyo popular, mientras tanto, menguaba rápidamente.

### Crisis y la Revolución de Octubre
Durante el periodo del Gobierno Provisional del que el PSR había formado parte, una sección sustancial de su apoyo, especialmente entre los obreros y los soldados, pero también entre el campesinado, había ido sintiendo una creciente desilusión ante la inacción de la formación. La preferencia por la coalición con los kadetes había hecho que la revolución se hubiese limitado a algunos cambios políticos y hubiese excluido cualquier transformación social o económica, lo que causó un alejamiento entre la masa de seguidores socialrevolucionarios y la dirección del partido, en manos de los intelectuales y más conservadora que las bases. El control efectivo del partido por su corriente de centroderecha aseguró durante todo el periodo el continuo respaldo a la coalición social-burguesa, el mantenimiento del país en la contienda del lado Aliado y el bloqueo de cualquier reforma social o económica profunda. El apoyo a la tercera coalición de la dirección aseguró la continuación de la política de apoyo a los Aliados y a la guerra.
Tras la toma del poder por los bolcheviques durante la llamada Revolución de Octubre, la corriente derechista de la formación decidió oponerse a la misma con las armas y ayudar a restaurar el Gobierno de Kérenski, que marchaba sobre la capital con escasas tropas cosacas. El partido decidió participar en las conversaciones con el Gobierno de Lenin, pero no con voluntad de alcanzar un acuerdo para formar un nuevo Gobierno socialista de coalición, sino para dar tiempo a Kérenski a reunir fuerzas suficientes para marchar contra la capital. El levantamiento fomentado por el partido, que únicamente logró el apoyo de algunos cadetes de la capital, pero no de las unidades cosacas allí acantonadas, fue rápidamente sofocado por el nuevo Gobierno de Lenin. Mencheviques defensistas y socialrevolucionarios se mostraron incapaces de reunir un apoyo militar suficiente para oponerse al nuevo Gobierno bolchevique. A pesar de ello y dado el gran desprestigio del Gobierno derrocado, oficialmente el partido no abogaba por su restauración, sino por la sustitución del Gobierno bolchevique por otro socialista, coalición de las distintas formaciones de esta ideología. Solo el ala más derechista del PSR, con Argunov a la cabeza, expresó abiertamente su respaldo a Kérenski. El rechazo de la política de coalición con la burguesía fue un cambio radical frente al anterior respaldo firme otorgado por el partido a los sucesivos Gobiernos de Kérenski, causado por la Revolución de Octubre.
A pesar de las declaraciones de la dirección del partido, la mayoría de sus miembros no estaban dispuestos a tomar las armas contra el nuevo Gobierno. La mayoría, parte de la corriente de centro-izquierda, rechazaba el gobierno de los bolcheviques, pero no estaba dispuesta a alzarse en armas contra él mientras esto pudiese llevar al regreso del Gobierno Provisional y la coalición con los elementos burgueses. La actitud de Chernov, paradigma del centro-izquierda, fue pasiva y confundió a sus seguidores. Mientras el centroizquierda se negaba a la vuelta de Kérenski y la coalición, el centroderecha se oponía a los intentos de formar un gabinete de coalición socialista que incluyese a los bolcheviques y a la formación de un Gobierno alternativo radical que pudiese competir con el de Lenin. Nuevamente las divisiones internas paralizaron el partido, que no tuvo más remedio que adoptar la postura de esperar el hundimiento del nuevo Gobierno por el descrédito en el que el PSR creía que caería pronto.

## La escisión de los Socialrevolucionarios de Izquierda

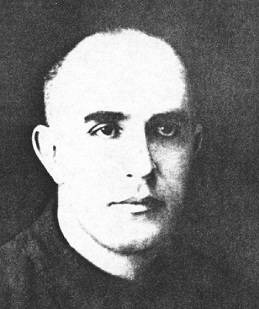
Borís Kamkov, uno de los principales dirigentes que se separaron del PSR para formar el nuevo Partido Socialrevolucionario de Izquierda (PSRI). El nuevo partido, formado en general por los militantes más jóvenes y radicales del PSR, compitió con el PSR por el apoyo del campesinado y con los bolcheviques por el de los soldados. La escisión debilitó el movimiento campesino y no acabó con las disensiones internas en el PSR.

En el tenso Segundo Congreso Panruso de los Soviets que comenzó durante la toma del poder por los bolcheviques el 25 de octubrejul./ 7 de noviembre de 1917greg., la división del partido en dos quedó patente cuando la mayoría de los delegados, pertenecientes a la fracción derecha del partido, abandonaron el congreso en protesta por el golpe bolchevique junto con la mayoría de los mencheviques, mientras que la izquierda, aun siendo crítica con las acciones de los bolcheviques, permaneció en el Congreso y respaldó la creación del nuevo Gobierno y la supresión del Gobierno Provisional, manteniendo la esperanza de lograr el respaldo de los socialistas moderados en un futuro próximo. Su principal representante en el Congreso, Borís Kamkov, expuso la postura de los socialrevolucionarios de izquierda:

Los SR de derecha han abandonado el Congreso pero nosotros, los de izquierda, nos hemos quedado. [...] La izquierda no debe aislarse de los elementos moderados sino que, por el contrario, debe buscar el acuerdo con ellos.

Kamkov se opuso a la postura radical del principal portavoz bolchevique en el Congreso, Trotski, de romper las relaciones con los socialistas moderados y advirtió de la falta de apoyo bolchevique entre el campesinado, la «infantería de la revolución» y tradicional apoyo de los socialrevolucionarios. A pesar de estas críticas, estos acabaron votando a favor del manifiesto de Lenin «A todos los trabajadores, soldados y campesinos» que marcó el comienzo del gobierno revolucionario exclusivamente bolchevique a las 5 de la mañana del 26 de octubrejul./ 8 de noviembre de 1917greg..
El cisma en el partido producido por la actitud de la dirección —que exigió la retirada de los delegados del Segundo Congreso de los Soviets— y la posterior expulsión del PSR de los rebeldes que habían desobedecido la orden del Comité central, dio lugar poco después al surgimiento del Partido Socialrevolucionario de Izquierda (PSRI). Aunque no se sabe con exactitud la pérdida de afiliados que supuso la escisión para el PSR, se cree que fue notable, aunque varió en importancia de una región a otra del país y fue especialmente grave en la capital, en el frente y en media docena de provincias. La nueva formación arrastró consigo a la mayoría de los miembros más revolucionarios y de los soldados hasta entonces seguidores del PSR. La mayoría de la intelectualidad y, por el momento, del amplio apoyo campesino, siguió en las filas del PSR.

## El IV Congreso y la Asamblea Constituyente
La ruptura de la unidad y la ausencia de la mayoría de los elementos más radicales de la izquierda del partido acentuó las diferencias en su centro, que se disputó el control de la formación en el IV Congreso del PSR, celebrado entre el 26 de noviembrejul./ 9 de diciembregreg. y el 5 de diciembrejul./ 18 de diciembre de 1917greg., del que estuvieron ausentes algunos de los principales dirigentes por su participación en actos contra el Gobierno. El Congreso supuso la toma del poder teórico en el partido por Chernov y el centroizquierda, pero la falta de decisión y la tendencia al compromiso con la oposición interna hizo que el partido siguiese paralizado.

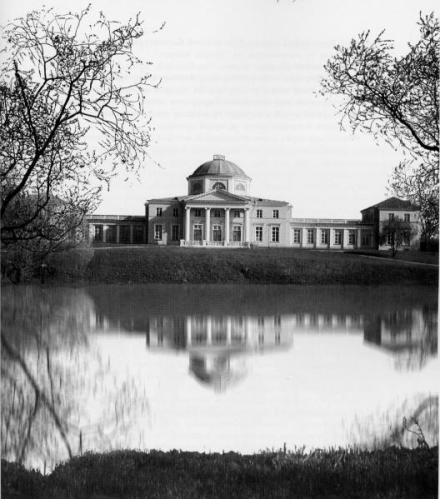
El Palacio Táuride, efímera sede de la Asamblea Constituyente Rusa, en la que el PSR tuvo mayoría y a través de la que trató de recuperar el poder de manos de Lenin y su gobierno bolchevique (Sovnarkom), en vano.

Alejado del poder, el partido decidió que la mejor forma de recuperarlo era a través de la Asamblea Constituyente Rusa, que estaba a punto de reunirse y que los resultados de las elecciones parecía que iban a entregar a su control. La amenaza latente del Gobierno del Sovnarkom a la Asamblea, sin embargo, hizo que el PSR tratase de defender la institución que podía permitirle volver al poder, tarea dificultada por la pérdida casi total del respaldo en la capital, Petrogrado, tanto entre los obreros como entre los soldados de la guarnición. Mientras, las medidas a favor de la paz que proclamaba el partido no habían cambiado desde marzo, ya se habían mostrado inútiles e impopulares, descartaban una paz separada o la firma de cualquier tratado sin la participación de la Asamblea constituyente e impedían recabar apoyos para obtener el poder a través de esta porque conllevaban la continuación, al menos temporal, de la contienda. El ala izquierda del partido que no se había pasado al PSRI abogaba por medidas más decididas, pero se hallaba en minoría.
Los eserres (SRs) decayeron después de que la Revolución de octubre llevara a los bolcheviques al poder, aunque en las posteriores elecciones a la Asamblea Constituyente resultaran ser el partido más apoyado en todo el país, obteniendo un 40 % del voto frente al 25 % de los bolcheviques. Mientras, el partido iba perdiendo también el apoyo del campesinado, influido por la creciente ola de soldados, radicalizados por las experiencias de la guerra, devueltos a sus aldeas por el Decreto sobre la Paz de Lenin, que socavó el apoyo, aparentemente impresionante, pero de débiles cimientos, del PSR en el campo. Estos soldados, que al comienzo habían apoyado en mayoría abrumadora al PSR, se habían pasado a los bolcheviques o al PSRI ante la pasividad del periodo de gobierno del PSR, que no había hecho nada para acabar con el conflicto. Incluso después de ser expulsado del poder por el golpe de Lenin, el PSR se opuso al armisticio, siendo la corriente de derecha del partido contraria a cualquier acción para lograr la paz sin contar con los aliados.
Habiendo descartado la formación de unidades armadas de campesinos, con escasísimo apoyo entre las unidades militares de la capital y ante la apatía de la organización en Moscú, que aún no se había recuperado de la derrota militar en los combates de noviembre, el PSR decidió defender la Asamblea constituyente mediante manifestaciones de ciudadanos desarmados, apoyadas si era posible por las únicas tres unidades de la capital que mostraban un cierto apoyo a sus medidas.
A la vez, continuaba la tensión interna entre la corriente de centroizquierda, que controlaba el Comité central tras el IV Congreso, y la de centroderecha, que lo hacía en las filas de los diputados a la Asamblea. La pasividad de la primera hizo que la segunda defendiese sus posturas en la única sesión de la Asamblea sin subordinarse al Comité central.
Tras la disolución de la Asamblea constituyente por los bolcheviques, otro antiguo centro de poder del PSR, el Comité ejecutivo central del Sóviet de campesinos, primero quedó escindido en dos, con el control de la variante oficial en manos de María Spiridónova, destacada dirigente del PSRI, que privó de fondos y sede al organismo rival, y más tarde acabó disolviéndose en la primavera de 1918 tras varios meses de escasa actividad y varios traslados.

## La guerra civil, decadencia y desaparición
La disolución de la Asamblea constituyente convenció a los dirigentes del partido de la necesidad de oponerse por las armas al Gobierno. El PSR no logró agitar a los campesinos contra los bolcheviques. Los intentos de infiltrarse en el nuevo Ejército Rojo fueron un fracaso. Estas actividades hicieron necesario el paso del PSR a la clandestinidad, volviendo a la situación que había mantenido durante el periodo zarista.
Con exiguo apoyo militar, continuamente dependientes de fuerzas mucho más conservadoras, sin financiación adecuada, acabaron por recibir apoyo financiero aliado y por solicitar su intervención militar. Los socialrevolucionarios se mostraron incapaces de transformar el amplio apoyo pasivo recibido en las urnas en respaldo militar y acabaron por ceder la iniciativa en la lucha contra los bolcheviques a fuerzas más conservadoras. Su principal estrategia de oposición al Gobierno bolchevique era el establecimiento de Gobiernos hostiles en la periferia del país que debían cercarlo en el centro y acabar derrotándolo, aunque no desarrollaron un proyecto claro de cooperación entre los diversos entes antibolcheviques que fueron surgiendo. Opuestos a separarse de militares, cosacos y de los kadetes —que cada vez se derechizaban más— en la Conferencia de Ufá transfirieron la autoridad de la asamblea al impotente Directorio de Omsk, que quedó en manos de los militares y políticos conservadores. Con una fuerza militar escasa en el Ejército Popular del Komuch, cuyos oficiales eran de lealtad dudosa, crecientes reveses militares a comienzos del otoño de 1918 y sin apoyo de los conservadores de Omsk, los socialrevolucionarios del Directorio aceptaron la aprobación de medidas que favorecían la contrarrevolución. Sus intentos de fundar un movimiento intermedio entre soviéticos y contrarrevolucionarios conservadores fracasó y ya en 1919 el ala izquierda del partido pactó con los bolcheviques mientras el de derecha lo hacía con los «blancos».
Mientras, en el territorio controlado por el Gobierno soviético, el 30 de agosto, tras realizar el segundo discurso del día en una fábrica de armamento Lenin cayó herido por dos disparos. Entre los detenidos como sospechosos del atentado se encontraba la joven judía Fania Kaplan, que fue acusada del ataque. Esa misma tarde Yákov Sverdlov, presidente del Comité Ejecutivo Central Panruso (VTsIK), acusó al Partido Socialrevolucionario de la autoría, aunque el comité central de este lo negó. El Gobierno usó el atentado para acabar de destruir al partido, culpando al mismo y al Gobierno de Samara —controlado por los SR— del ataque, de lo que no había pruebas. A los atentados contra Lenin y Uritski siguieron arrestos masivos de socialrevolucionarios, planeados en realidad antes de los ataques. Con estos atentados el Gobierno soviético desató el Terror Rojo en el otoño de 1918.
El 25 de febrero de 1919, el Gobierno soviético (Sovnarkom) otorgó una amnistía a los socialrevolucionarios. El partido volvió a ser legal en el territorio controlado por los bolcheviques. Esta medida se debió a la decisión de la Conferencia del partido celebrada a comienzos de mes en Moscú que condenó la lucha contra el Gobierno, la intervención aliada, rechazó la cooperación con los partidos burgueses y animó a sus miembros a derrocar los Gobiernos reaccionarios. Durante el breve periodo de tolerancia, el Comité central del partido pudo reunirse con libertad y retomar la publicación de Delo naroda y Vesná (Primavera); desconfiando de los bolcheviques, el partido mantuvo, sin embargo, su organización en la clandestinidad. Pocos días después las publicaciones fueron clausuradas y comenzó de nuevo la persecución del partido por las autoridades. A finales de año, la Cheka comenzó la búsqueda concienzuda de los miembros del Comité central. En Siberia, en mayo, aquellos socialrevolucionarios que no se habían aliado con Kolchak recibieron la orden de la dirección del partido de participar en el derrocamiento de este, simultáneamente, pero no en cooperación con los bolcheviques. Desorganizados y perseguidos tras el golpe de Kolchak en noviembre de 1918, el PSR siberiano no pudo llevar a cabo acciones destacables durante la primera mitad del año; a pesar de la orden del Comité central de oponerse igualmente a los bolcheviques, los socialrevolucionarios siberianos planearon crear una autoridad regional tras la caída de Kolchak que, sin enfrentarse a los bolcheviques, acabase con la guerra civil en la región. Estos planes se plasmaron en diversos alzamientos contra Kolchak en Irkutsk y en el Lejano Oriente ruso en el otoño e invierno de 1919.
A mediados de 1921, la totalidad de los miembros del Comité central que no se habían exiliado habían sido detenidos.
Muchos SRs combatieron a los bolcheviques uniéndose al Ejército Blanco y al Ejército Verde durante la guerra civil rusa junto a los mencheviques y otras formaciones socialistas moderadas. La mayor revuelta contra los bolcheviques, la Rebelión de Tambov, fue dirigida por un SR, Aleksandr Antónov.
En la primavera de 1922 algunos de sus dirigentes, entre ellos Gotz, fueron sometidos a juicio por las autoridades soviéticas en el primer juicio propagandístico de la URSS acusados de contrarrevolucionarios y terroristas; la mayoría de ellos fueron condenados a diversas penas de cárcel, tras quedar en suspenso las penas de muerte dictadas para 12 de los 14 acusados. Muchos otros destacados miembros partieron al exilio tras la guerra civil. A mediados de 1921, la formación había dejado de existir en la práctica, aunque los exiliados formaron un centro político en Berlín.
Los archivos de la formación se encuentran en el Instituto Internacional de Historia Social, ubicado en Ámsterdam.